# Provinz Mino

Karte der japanischen Provinzen, Mino rot markiert

Mino (jap. 美濃国, Mino no kuni) oder Nōshū (濃州) war eine der historischen Provinzen Japans, die im Wesentlichen mit dem heutigen Südteil der Präfektur Gifu übereinstimmt. Mino grenzte an die Provinzen Echizen, Hida, Ise, Mikawa, Ōmi, Owari und Shinano.
Die alte Provinzhauptstadt (kokufu) befand sich im Stadtteil Fuchū (eine alternative Bezeichnung für eine Provinzhauptstadt) von Tarui. Mino war eine der ursprünglich von Oda Nobunaga kontrollierten Provinzen und seine Erben regierten sie auch weiter, nachdem Nobunaga gestorben war und Toyotomi Hideyoshi die Macht in Japan übernommen hatte. Die Hauptburg befand sich bei Gifu. 
Die Schlacht von Sekigahara fand am westlichen Rand von Mino, nahe den Bergen zwischen der Region Chūbu und der Region Kinki statt.
Koordinaten: 35° 39′ N, 137° 0′ O